# Priorities
Priorities es el primer álbum de estudio de la banda británica de rock alternativo Don Broco. Fue lanzado en el Reino Unido el 13 de agosto de 2012 a través de Sony Music Entertainment. El álbum alcanzó el puesto 25 en la lista de álbumes del Reino Unido. El álbum incluye los sencillos "Priorities", "Hold On" y "Whole Truth". Después de su lanzamiento, la banda fue nominada como "Mejor Artista de Rock Nuevo" en iTunes UK Best of 2012.

## Lista de canciones
| Edición estándar |                           |          |  |
| N.º              | Título                    | Duración |  |
| 1.               | «Priorities»              | 3:38     |  |
| 2.               | «Hold On»                 | 2:59     |  |
| 3.               | «Yeah Man»                | 3:16     |  |
| 4.               | «Here's the Thing»        | 3:02     |  |
| 5.               | «Whole Truth»             | 3:02     |  |
| 6.               | «Fancy Dress»             | 3:26     |  |
| 7.               | «In My World»             | 2:43     |  |
| 8.               | «Back In the Day»         | 3:45     |  |
| 9.               | «You Got It Girl»         | 4:22     |  |
| 10.              | «Let's Go Back to School» | 3:17     |  |
| 11.              | «Actors»                  | 2:33     |  |

| Edición de lujo |                                  |          |  |
| N.º             | Título                           | Duración |  |
| 12.             | «Fancy Dress» (versión acústica) | 2:38     |  |
| 13.             | «Yeah Man» (versión acústica)    | 2:55     |  |
| 14.             | «Priorities» (pista por pista)   | 13:53    |  |

## Personal
Don Broco
- Rob Damiani - voz principal, sintetizadores
- Simon Delaney - guitarra, coros
- Tom Doyle - bajo, coros
- Matt Donnelly - batería, coros